# Single-point urban interchange

Een schematische weergave van een SPUI

Een Single-point urban interchange (SPUI) is een type ongelijkvloerse aansluiting op autowegen en autosnelwegen. Dit ontwerp is ontwikkeld om met een relatief klein ruimtebeslag grote verkeersstromen te kunnen verwerken op een knooppunt.
Een SPUI verschilt van een haarlemmermeeraansluiting in de zin dat de beide kruispunten op de secundaire weg zijn samengevoegd tot één groot kruispunt. Dit heeft o.a. als voordeel dat de beide linksafslaande verkeersstromen tegelijkertijd kunnen worden afgewikkeld.
Een nadeel is dat bij een SPUI een breed viaduct nodig is, en dat het meer ruimte inneemt dan een haarlemmermeeraansluiting. Daarnaast kan het grote kruispunt onoverzichtelijk zijn voor automobilisten die niet bekend zijn met dit type aansluiting.